# Eutelia silvetissima
Eutelia silvetissima là một loài bướm đêm trong họ Noctuidae.